# The Von Bondies
The Von Bondies var ett amerikanskt garagerockband från Detroit, bildat 1997. Bandet splittrades 2011.

## Historia
Bandet bildades av Jason Stollsteimer (gitarr, sång) och Marcie Bolen (gitarr), inspirerade av det japanska rockbandet Guitar Wolf. De rekryterade basisten Lauren Wilcox, som senare byttes ut mot Carrie Smith, och trummisen Don Blum. Bandet hette från början Babykillers, men de bytte till det nuvarande namnet då detta visade sig lite för stötande.
De släppte singlarna "Nite Train" och "It Came from Japan", den senare som en hyllning till Guitar Wolf, innan de albumdebuterade 2001 med Lack of Communication, producerat av Jack White och Jim Diamond och utgivet på skivbolaget Sympathy for the Record Industry. Deras andra album, Raw and Rare, kom 2003 och bestod av liveinspelningar från 2001 och 2002. Året efter kom deras andra studioalbum, Pawn Shoppe Heart, nu på skivbolaget Sire Records. Albumet innehåller en av deras mest kända låtar "C'mon C'mon", som även bland annat använts i vinjetten till tv-serien Rescue Me.
Det dröjde sedan fem år innan nästa album, Love, Hate and Then There's You, gavs ut. Banduppsättningen hade genomgått flera förändringar och bestod på albumet av Stollsteimer, Blum samt basisten Leann Banks och gitarristen Christy Hunt. Man hade också bytt skivbolag till Majordomo Records.

## Medlemmar
Senaste medlemmar
- Jason Stollsteimer – sång, gitarr (1997–2011)
- Don Blum – trummor, slagverk (1997–2011)
- Leann Banks – basgitarr, sång (2006–2011)
- Christy Hunt – gitarr, sång (2008–2011)

Tidigare medlemmar
- Lauren Wilcox – basgitarr (2001)
- Carrie Ann Smith – basgitarr, sång (2001–2004)
- Marcie Bolen – gitarr (2001–2006)

Turnerande medlemmar
- Yasmine Smith – basgitarr, sång (2004–2006)
- Alicia Gbur – gitarr, keyboard, sång (2007–2008)
- Matt Lannoo – (2007–2008)

## Diskografi
Studioalbum
- 2001 – Lack of Communication
- 2004 – Pawn Shoppe Heart
- 2009 – Love, Hate and Then There's You

EP
- 2001 – Suprise Package: Volume 4 (delad EP: The Von Bondies / Mistreaters / Soledad Brothers)
- 2008 – We Are Kamikazes Aiming Straight for Your Heart

Singlar
- 2001 – "It Came From Japan"
- 2001 – "Nite Train"
- 2003 – "Tell Me What You See"
- 2004 – "C'mon C'mon"
- 2008 – "Pale Bride" / "Falling in Love"

Samlingsalbum
- 2003 – Raw and Rare